# 이신재
이신재(李信宰, 李信哉, 1943년 5월 21일 ~ 2020년 2월 24일) 대한민국의 연기자이다.

## 학력
- 서울교동국민학교 (전학)
- 휘문중학교 (졸업)
- 휘문고등학교 (졸업)
- 연세대학교 (정치외교학 / 중퇴)

## 출연작

### TV 드라마
- 《대한국인》(KBS 한국방송공사) - 고무라 준타로
- 《개구장이 철이》(KBS 한국방송공사) - 할아버지
- 《파천무》(KBS 한국방송공사) - 엄자치
- 《매천야록》(KBS 한국방송공사)
- 《풍운》(KBS 한국방송공사) - 최익현
- 《개국》(KBS 한국방송공사) - 윤소종
- 《고교생 일기》(KBS 한국방송공사)
- 《안개》(KBS 한국방송공사)
- 《빛과 사슬》(KBS 한국방송공사) - 나윤주 역
- 《독립문》(KBS 한국방송공사) - 최익현
- 《꾀돌이 삼총사》(KBS 한국방송공사)
- 《새벽》(KBS 한국방송공사) - 조완구
- 《해돋는 언덕》(KBS 한국방송공사)
- 《사랑의 시작》(KBS)
- 《욕망의 문》(KBS 한국방송공사)
- 《한씨 연대기》(KBS 한국방송공사)
- 《지리산》(KBS 한국방송공사)
- 《제2공화국》(MBC 문화방송) - 이준상
- 《영주의 증명》(KBS 한국방송공사)
- 《파천무》(KBS 한국방송공사) - 정인지
- 《징검다리》(KBS 한국방송공사)
- 《백번 선본 여자》(KBS 한국방송공사)
- 《TV 손자병법》(KBS 한국방송공사)
- 《까치 며느리》(MBC 문화방송)
- 《내일은 사랑》(KBS 한국방송공사) - 국문과 교수
- 《적색지대》(KBS 한국방송공사)
- 《제3공화국》(MBC 문화방송) - 윤응상
- 《먼동》(KBS 한국방송공사)
- 《한명회》(KBS 한국방송공사) - 민대생
- 《폴리스》(KBS 한국방송공사) - 경찰청장
- 《미개인》(KBS 한국방송공사)
- 《장녹수》(KBS 한국방송공사) - 허침
- 《김구》(KBS 한국방송공사) - 이강훈
- 《제4공화국》(MBC 문화방송) - 윤보선
- 《용의 눈물》(KBS 한국방송공사) - 설장수
- 《형제》(KBS 한국방송공사)
- 《왕과 비》(KBS 한국방송공사) - 황보 인
- 《태조 왕건》(KBS 한국방송공사) - 박지윤
- 《명랑소녀 성공기》
- 《장희빈》(KBS 한국방송공사) - 권대운
- 《불멸의 이순신》(KBS 한국방송공사) - 정언신
- 《연개소문》(SBS 서울방송) - 고정의

### 영화
- 《사랑의 원자탄》
- 《사랑은 지금부터 시작이야》
- 《스무해 첫째날》

### CF
- 1984년 유한양행 에스엘*씨
- 1985년 서울우유 락토우유 (Feat. 김형곤)
- 1985년 신풍제약 디스토시드
- 1985년 종근당 나이킨
- 1987년 초당약품 바이겔
- 1987년 경남제약 (피엠정, 미놀)
- 1988년 HK이노엔 바이스리(Feat.임채무)
- 1992년 신풍제약 명심

## 수상목록
- 1987년 KBS 연기대상  우수연기상